# أل هونغ
أل هونغ هو سياسي أمريكي، ولد في 9 مايو 1962 في محافظة ننه توان في فيتنام. نشط حزبياً في الحزب الجمهوري.